# Cottbuser Parkeisenbahn
| rot: Streckenverlauf; hellblau: Betriebsgebäude |                     |                                |                                |
| Streckenlänge: | 3,20 km             |                                |                                |
| Spurweite: | 600 mm (Schmalspur) |                                |                                |
| Streckengeschwindigkeit: | 20 km/h             |                                |                                |
| |                     |                                |                                |
| \| \| 0,0 \| Bf Sandower Dreieck[1] \| Bf Sandower Dreieck[1] \| \| \| \| mit fünfgleisigem Betriebswerk \| \| \| \| \| Willy-Brandt-Straße \| \| \| \| 0,8 \| Bf Stadion der Freundschaft \| Bf Stadion der Freundschaft \| \| \| \| Stadtring / B 168 \| \| \| \| 1,1 \| Hp Messehallen \| Hp Messehallen \| \| \| 1,3 \| Hp Parkcafé \| Hp Parkcafé \| \| \| 1,7 \| Bf Zoo \| Bf Zoo \| \| \| \| \| \| \| \| 2,8 \| Bf Park & Schloss Branitz \| Bf Park & Schloss Branitz \| \| \| \| \| \| |                     |                                |                                |
| Kopfbahnhof Streckenanfang | 0,0                 | Bf Sandower Dreieck            | Bf Sandower Dreieck            |
| Strecke |                     | mit fünfgleisigem Betriebswerk | mit fünfgleisigem Betriebswerk |
| Brücke |                     | Willy-Brandt-Straße            | Willy-Brandt-Straße            |
| Bahnhof | 0,8                 | Bf Stadion der Freundschaft    | Bf Stadion der Freundschaft    |
| Strecke mit Straßenbrücke |                     | Stadtring / B 168              | Stadtring / B 168              |
| Haltepunkt / Haltestelle | 1,1                 | Hp Messehallen                 | Hp Messehallen                 |
| Haltepunkt / Haltestelle | 1,3                 | Hp Parkcafé                    | Hp Parkcafé                    |
| Bahnhof | 1,7                 | Bf Zoo                         | Bf Zoo                         |
| Strecke von links · Abzweig geradeaus und nach rechts |                     |                                |                                |
| Strecke · Bahnhof | 2,8                 | Bf Park & Schloss Branitz      | Bf Park & Schloss Branitz      |
| Strecke nach links · Strecke nach rechts |                     |                                |                                |

Die Cottbuser Parkeisenbahn oder Parkeisenbahn Cottbus ist eine Schmalspurbahn in Cottbus. Sie wurde zu Zeiten der Deutschen Demokratischen Republik als Pioniereisenbahn gegründet, weshalb auch heute noch zahlreiche Kinder und Jugendliche beim Betrieb der Eisenbahn eingesetzt werden. Die Parkeisenbahn liegt in den Cottbuser Stadtteilen Sandow, Branitzer Siedlung und Branitz. Sie ist in die Denkmalliste des Landes Brandenburg aufgenommen.

## Allgemeines
Der Bahnhof Stadion der Freundschaft liegt direkt neben dem Stadion der Freundschaft von Energie Cottbus sowie am Eliaspark und am Spreeauenpark. Am Bahnhof Zoo besteht Übergang in den Tierpark Cottbus sowie in den Spreeauenpark und den Branitzer Park. Am Bahnhof Park und Schloss Branitz besteht ebenfalls direkter Zugang zum Branitzer Park.
Die Parkeisenbahn Cottbus verkehrt in der Regel zwischen April und Oktober, in den Sommermonaten auch unterwöchig und in den brandenburgischen Sommerferien täglich. Dabei werden jährlich über 40.000 Fahrgäste befördert. Eigentümer ist die Stadt Cottbus, Betreiber ist die Cottbusverkehr GmbH. Der Betrieb wird durch hauptamtliche, nebenberufliche und ehrenamtliche (darunter zahlreiche Kinder und Jugendliche) Mitarbeiter durchgeführt.
Am Bahnhof Sandower Dreieck besteht Übergang zum Regionalverkehr der Deutschen Bahn sowie der ODEG, sowie zur Straßenbahnlinie 2. Am Bahnhof Zoo besteht Übergang zur Buslinie 10.
Am 18. Juni 1991 gründete sich der Verein zur Förderung der Cottbuser Parkeisenbahn e. V., welcher zahlreiche Projekte der Parkeisenbahn unterstützt und organisiert. Ebenso verwaltet er das am Bahnhof Sandower Dreieck gelegene, ehemalige Gastlokal „Lokomotive“. Die Kinder und Jugendlichen sind allesamt Mitglieder im Verein, welcher Ausflüge, Arbeitseinsätze, Einsatz im Betriebsdienst und ein aktives Vereinsleben ermöglicht.

## Geschichte
Die Bahn wurde am 1. Juni 1954 als Pioniereisenbahn Cottbus eröffnet. Am Anfang betrug die Streckenlänge 1,1 km vom Bahnhof Freundschaft (jetzt Stadion der Freundschaft) zum Bahnhof Tierpark (jetzt Zoo). Vier Jahre später kam ein weiterer Kilometer Strecke zum Bahnhof Friedenseiche (jetzt Park & Schloss Branitz) hinzu. Der erste große Umbau erfolgte zum Start des Aufbaus der Bundesgartenschau (Buga) 1995. Es wurden neue Gleise, Brücken und der Bahn- und Betriebshof „Sandower Dreieck“ errichtet. Im Frühjahr 2011 wurden am Bahnhof Zoo mit einem Aufwand von 42.000 Euro die über 40 Jahre alten Gleisanlagen erneuert. Im Jahr 2015 wurden im Bahnhof Park und Schloss Branitz auf Gleis 3 neuartige Recycling-Kunststoffschwellen verbaut. Im Frühjahr 2020 wurde der Bahnhof Park- und Schloss Branitz nach einer aufwendigen Sanierung und Modernisierung wieder eröffnet. Im Jahr 2021 wurde das Gleisbett am Gleis 2 des Bahnhofs Zoo erneuert.
In ihrer über 50-jährigen Betriebszeit beförderte die Bahn mehr als fünf Millionen Fahrgäste. Betreiber der Parkeisenbahn Cottbus war bis Ende März 2011 die Congress, Messe und Touristik (CMT) Cottbus, seit dem 1. April 2011 die Cottbusverkehr GmbH.

## Fahrzeuge
Im Fuhrpark der Parkeisenbahn Cottbus befinden sich zwei Dampflokomotiven, vier Diesellokomotiven und ein Dieseltriebzug.

### 99 0001 (Brigadelok)

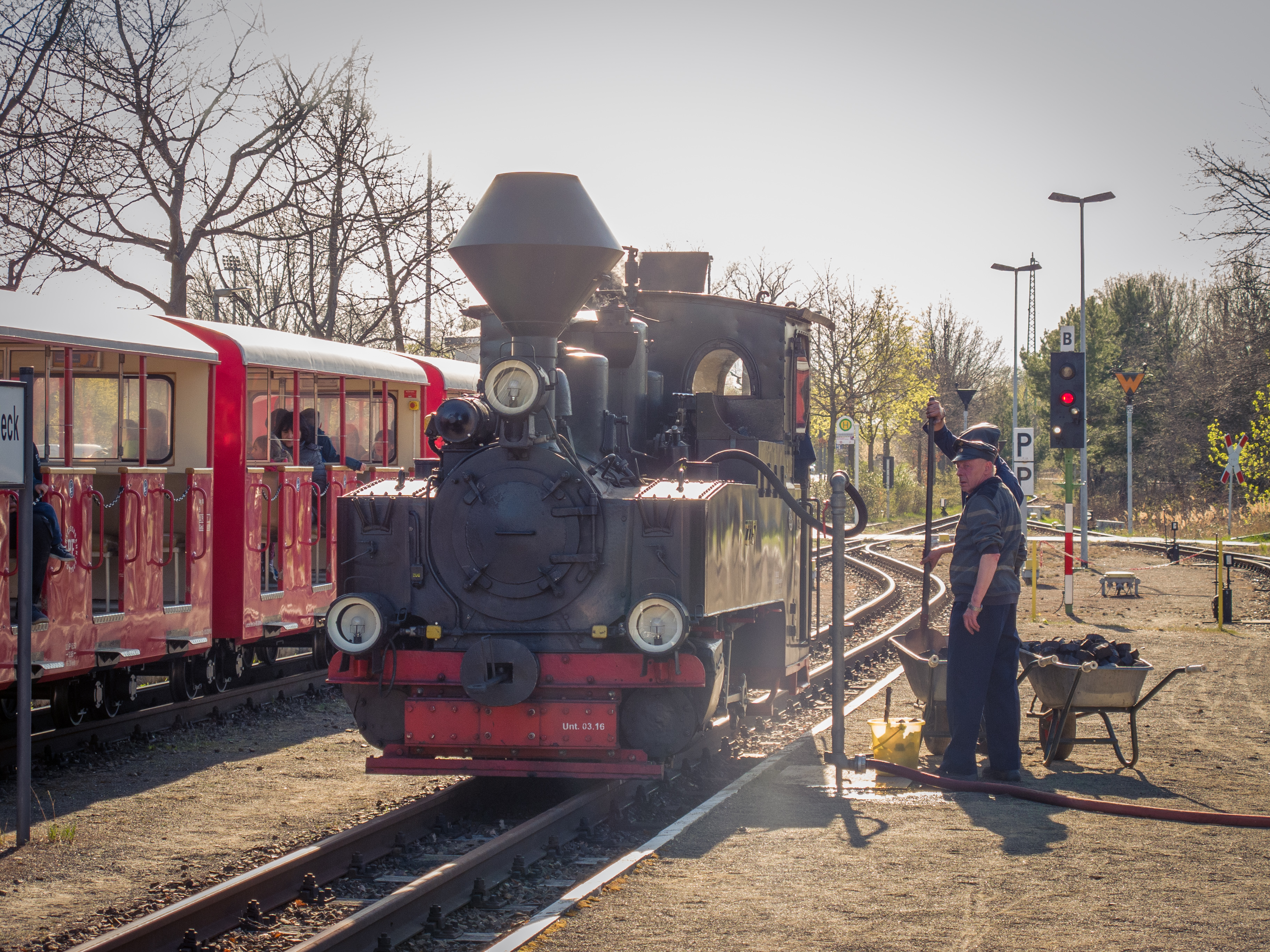
Lok 99 0001 im Bahnhof Sandower Dreieck (2022)

Im Ersten Weltkrieg wurden für die Heeresfeldbahnen mehr als 2500 vierachsige Brigadelokomotiven mit 600 mm Spurweite gebaut. Die Lok mit der Nr. 2257 wurde im Jahr 1918 durch die Linke-Hofmann-Werke (LHW) in Breslau unter der Fabriknummer 1739 hergestellt. Weil der Krieg bei Auslieferung der Lok bereits zu Ende war, kam sie in ein Demobilisierungslager, da das weitere Bestehen von Eisenbahntruppen durch den Versailler Vertrag untersagt war. Die dort gesammelten Lokomotiven wurden allesamt an Fabriken, in die Landwirtschaft oder an andere Eisenbahnverwaltungen verkauft.
Da die Listen der Demobilisierungslager durch die Alliierten beschlagnahmt wurden, ist der Verbleib ab 1918 unbekannt, ein Aufenthalt in Polen ist aber möglich. Nach einer Rückführung der Lok nach Ende des Zweiten Weltkrieges, fuhr sie kurzzeitig bei der Waldeisenbahn Muskau. Im Jahr 1946 war die Lok im Bestand des Braunkohlenwerkes „Frieden“ in Halbendorf bei Weißwasser verzeichnet.
Bereits Anfang des Jahres 1954 kam sie in das RAW Cottbus, in dem sie in freiwilligen Arbeitsstunden für ihren Einsatz bei der entstehenden Pioniereisenbahn vorbereitet wurde. Hier fuhr sie dann unter der fiktiven Betriebsnummer 99 0001 (angelehnt an das DR-Nummernschema), später als Lok 01.
Sie zog am 1. Juni 1954 den Eröffnungszug der Pioniereisenbahn und ist seither bei der Parkeisenbahn Cottbus im Einsatz. Die letzte Hauptuntersuchung (mit Einbau eines neuen Kessels) wurde im März 2016 abgeschlossen.

### 99 3301 „Graf Arnim“

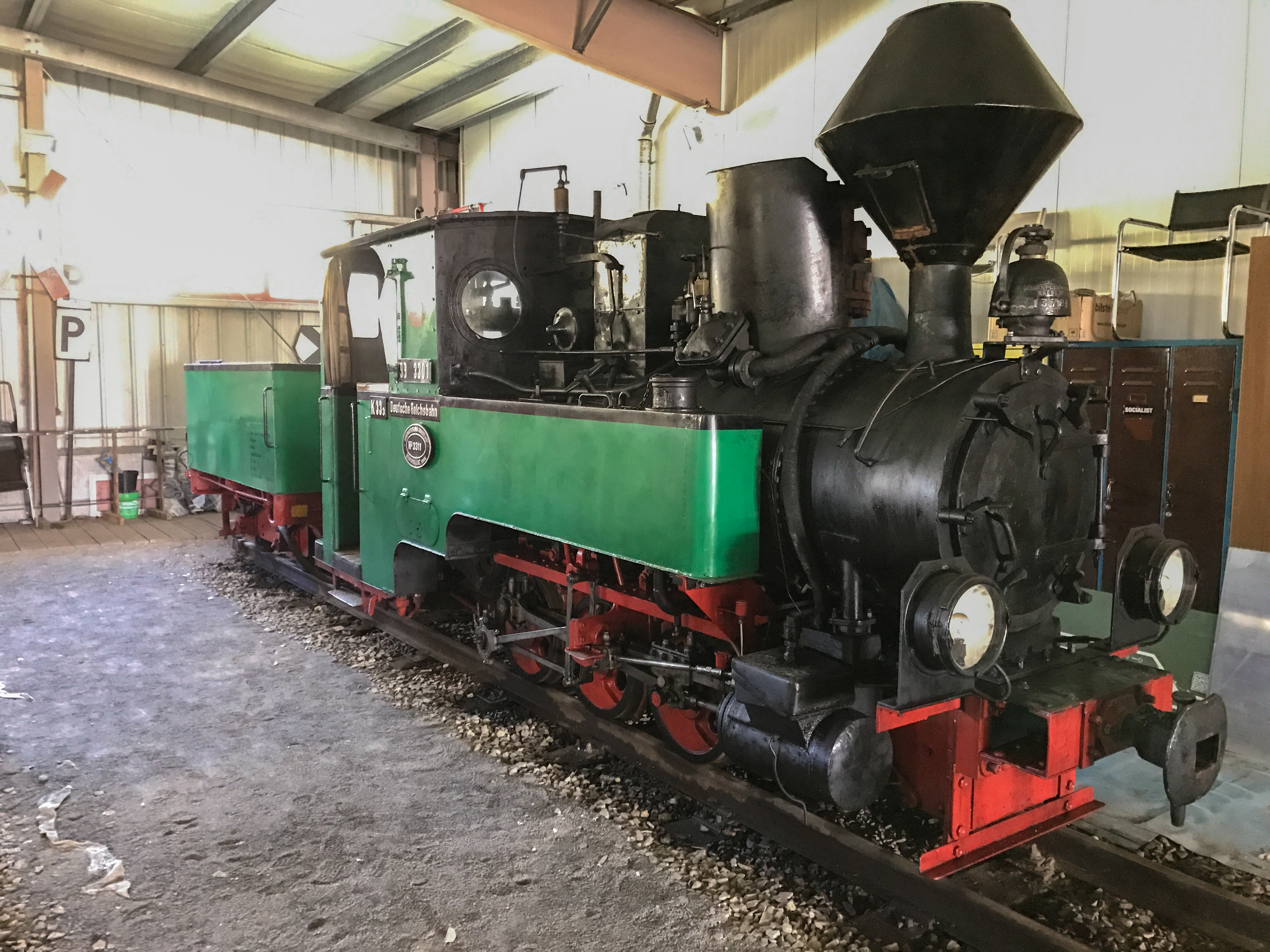
Lok 99 3301 im Betriebswerk (2017)

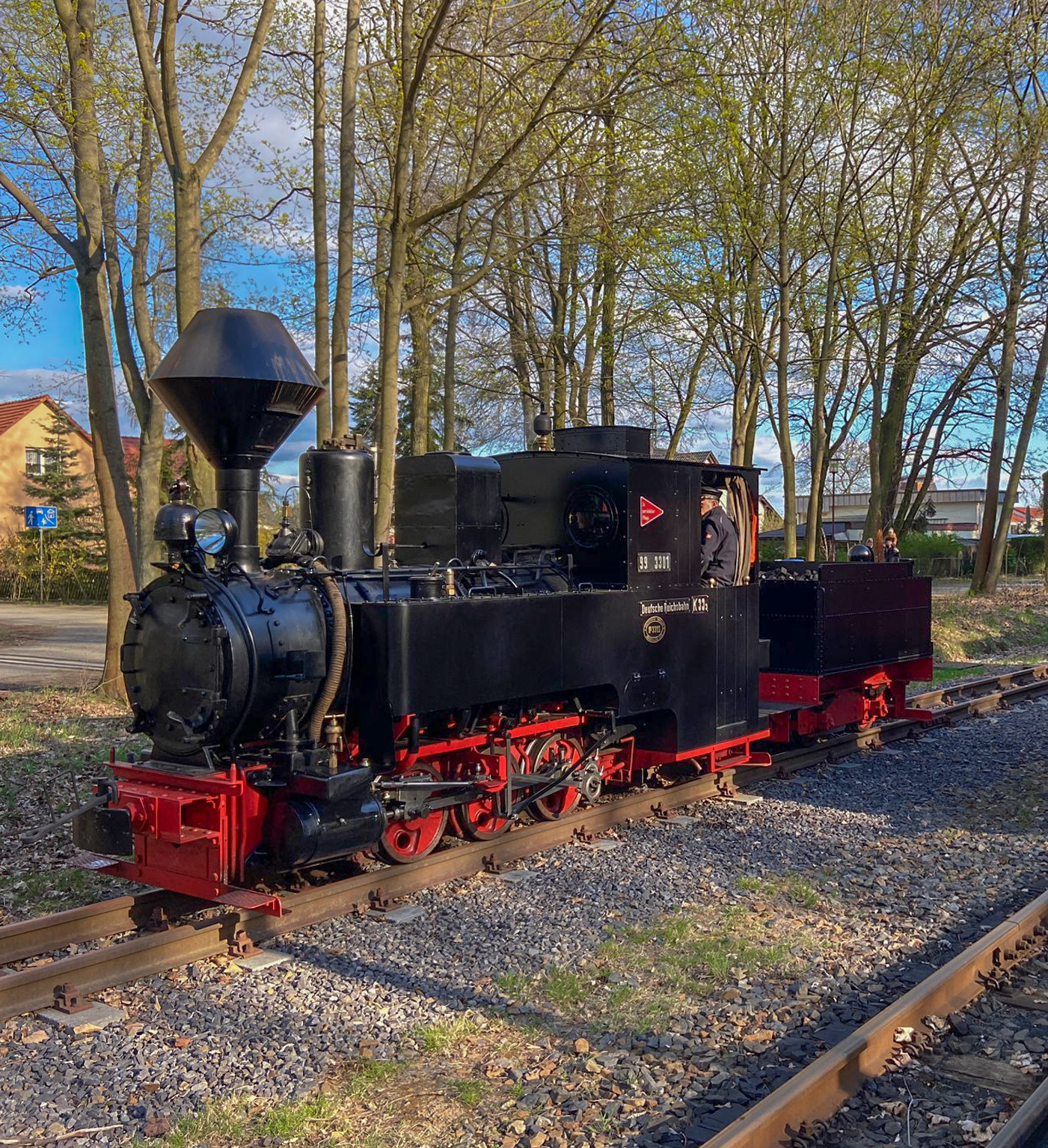
Lok 99 3301 in Bahnhof Park & Schloss Branitz (2022)

Eine der beiden 1895 bei Krauss & Co. in München gebauten Dampflokomotiven, die Lok 04, war ehemals bei der Gräflich von Arnimschen Kleinbahn in Muskau als Graf Arnim im Einsatz. Hier sollte sie den Pferdebahnantrieb ablösen. Zur Reichweitenerhöhung erhielt sie in den 1920er-Jahren einen Tender mit Holzaufbau. Ab 1951 gehörte sie unter der Nummer 99 3301 zum Bestand der Deutschen Reichsbahn, war aber weiter rund um Bad Muskau im Einsatz. Nach der Stilllegung der Strecke zwischen Weißwasser Ost und Ruhlmühle gab es keine weitere Verwendung für 99 3301. 1969 gelangte die Lok zur Parkeisenbahn nach Cottbus. Nach einer Grundüberholung in Krauschwitz, stand sie seit 1970 im Einsatz bei der Pioniereisenbahn, wo sie seit 1973 die Nummer 04 trägt.
Der Tender erhielt in den 70er-Jahren einen Stahl- statt Holzaufbau, neue Sicherheitsventile und geringfügige Änderungen am Kesselaufbau, damit die Lokomotive niedrig genug war, um die alte Unterführung am Bahnhof „Freundschaft“ unterqueren zu können. Anschließend war die Lokomotive in dauerhaftem Einsatz, bis zu einem Kesselschaden im Jahr 1986. Im Zuge der Bundesgartenschau 1995 und den damit verbundenen finanziellen Unterstützungen und Veränderungen bei der Parkeisenbahn Cottbus, wurde auch Lok 04 in Benndorf wieder betriebstüchtig hergerichtet. So konnte sie ab 1995 wieder zum Einsatz kommen. Trotz umfangreicher Reparaturen im Winter 2008, war die Lok seit diesem Winter aufgrund gerissener Stehbolzen und Verschleiß am Fahrwerk nicht in Betrieb.
Wegen der immensen Kosten für eine Hauptuntersuchung (mind. 250.000 €) sammelte der Verein zur Förderung der Cottbuser Parkeisenbahn e. V. Spenden. Dabei wurden weit über 70.000 € für die Lok aufgebracht. Aus Mitteln des Bundeskanzleramts (Denkmalschutz-Sonderprogramm VII), des Landes Brandenburg sowie der Stadt Cottbus, konnten alle nötigen finanziellen Mittel zur Reaktivierung der Lok aufgebracht werden. Das Bundeskanzleramt bezeichnet das Fahrzeug dabei, den Förderrichtlinien entsprechend, als „national bedeutsames Kulturdenkmal“.
Am 23. April 2019 wurde die Lok zur Aufarbeitung in die 1. Koliner Lokomotivfabrik ins tschechische Žamberk gebracht.
Im Auslieferungszustand war sie grün lackiert, bis sie vermutlich in den 30er-Jahren eine schwarze Lackierung erhielt. Bei der Pioniereisenbahn Cottbus wechselte zu DDR-Zeiten das Farbkleid regelmäßig zwischen schwarz und grün. 1995 erhielt sie wieder eine grüne Lackierung mit dem Stadtwappen der Stadt Cottbus am Führerstand. Nach der letzten Aufarbeitung 2019 erscheint sie wieder im schwarzen Gewand.

### Lok 199-2, Typ Henschel DG 20

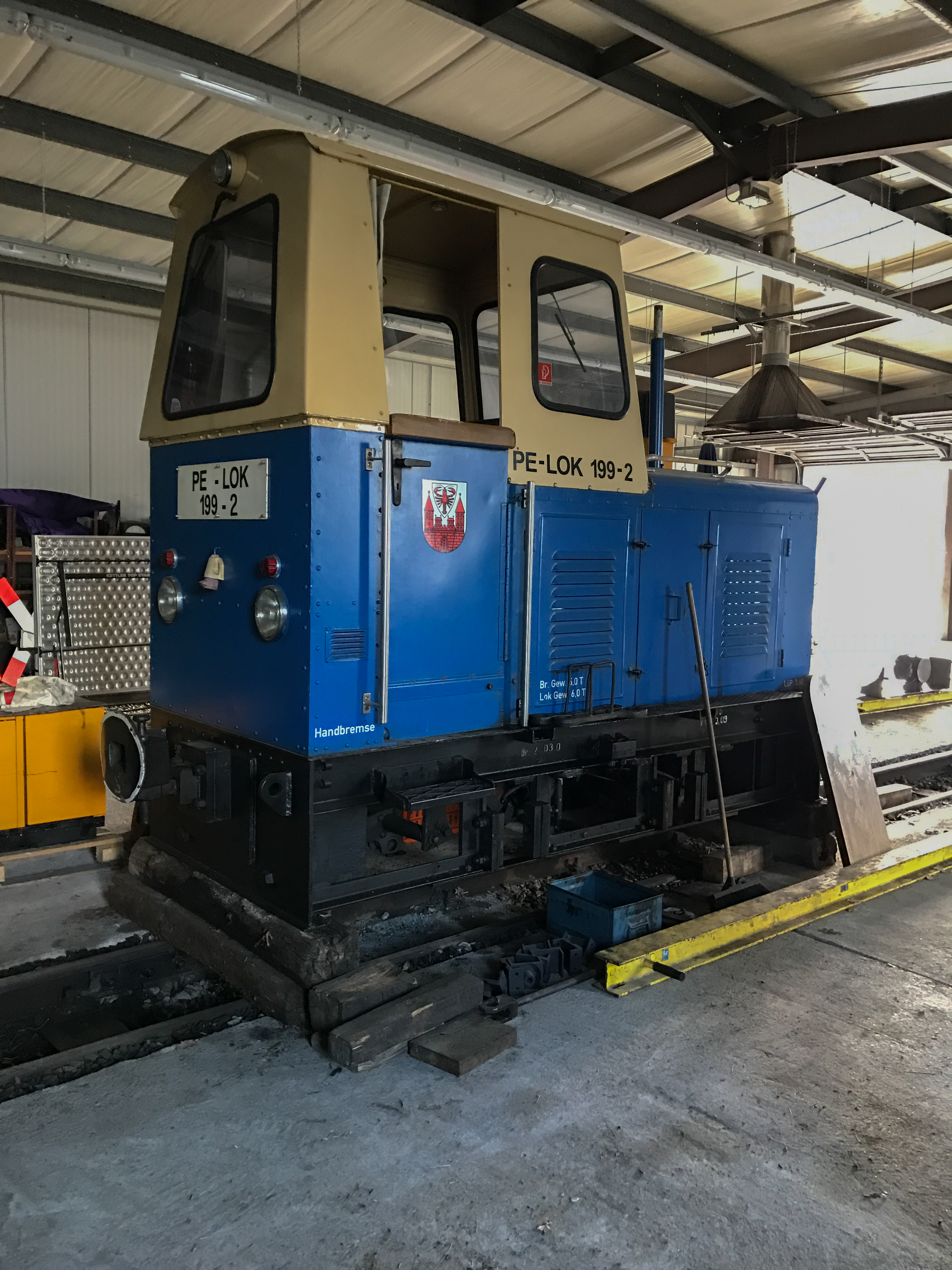
Lok 199-2 im Betriebswerk (2017)

Sie ersetzte die ausgefallene Kö 0409 und wurde ebenfalls von der Waldeisenbahn Muskau übernommen. Sie gehört zur Typenreihe DG 20 und wurde 1934 von Henschel & Sohn unter der Fabriknummer D-1056 für die Mecklenburg-Pommersche Schmalspurbahn (M.P.S.B) gebaut, wo sie in einer Kiesgrube bei Friedland rangierte. 1949 gelangte die Lok als Kö 0403 in den Bestand der Deutschen Reichsbahn und wurde 1952 zur Waldeisenbahn Muskau umbeheimatet. Dort fuhr sie unter der Bezeichnung Kö 0403 bis zur Betriebseinstellung der Strecke zwischen Weißwasser Ost und Ruhlmühle. Im Jahr 1965 gelangte sie zur Parkeisenbahn Cottbus, obwohl sie zwischenzeitlich für eine geplante Kindereisenbahn in Dessau vorgesehen war, wo sie auch einen Aufenthalt im RAW absolvierte.
In Cottbus wurde ein neuer Zweizylindermotor mit einer Leistung von 40 PS eingebaut. Sie steht noch heute betriebsfähig zur Verfügung und wurde in Vorbereitung auf die Bundesgartenschau 1995 im AW Cottbus noch einmal generalüberholt. Es erfolgte eine Modernisierung des Führerhauses und der Elektrik. Außerdem wurde die Lok in rot/beige lackiert, wechselte aber 2002 zu blau/beige. Im Jahr 2004 erlitt sie einen schweren Achsschaden, der zügig behoben werden konnte.
Im Winter 2008/2009 wurde der Motor einer gründlichen Überholung unterzogen. Im Winter 2021/2022 erhielt die Lok eine Hauptuntersuchung. Weiterhin kommt ein aufbereiteter Famulus-Motor zum Einsatz. Außerdem erhielt die Lok dabei die Farbe „Chromoxidgrün“, welche bereits bei der Deutschen Reichsbahn zum Einsatz kam. Ebenso erhielt die Lok das für Diesellokomotiven der Parkeisenbahn Cottbus typische „V“ an der Front.

### Lok 199-3, Typ LKM Ns 2f

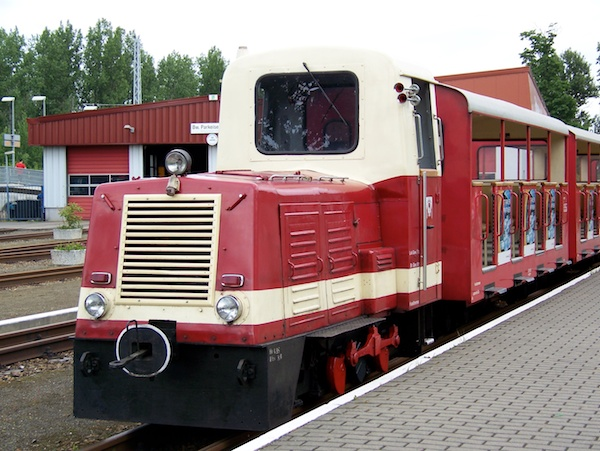
Lok 199-3 im Bahnhof Sandower Dreieck (2014)

Die Lok vom Typ Ns2f wurde 1956 mit der Fabriknummer 248448 beim Lokomotivbau Karl Marx Babelsberg (LKM) gebaut. Bereits 1957 wurde sie im RAW Dessau umgebaut. Sie erhielt eine antriebslose Achse, die fest im Rahmen gelagert wurde (Achsfolge 1B). Dazu musste u. a. der Rahmen der dieselmechanischen Lokomotive verlängert werden.
Die Lok fuhr zuerst bei der Pioniereisenbahn Berlin als Nr. V 04 002 und gelangte 1972 zur Cottbuser Pioniereisenbahn.
In den 2010er-Jahren wurde ein Motor der Firma Deutz eingebaut, somit ist sie die einzige Diesellokomotive der Parkeisenbahn Cottbus, deren Motor über eine elektronische Einspritzpumpe verfügt. Mit 57 PS ist sie die stärkste Diesellokomotive der Parkeisenbahn Cottbus. Die Lokomotive wird durch ein mechanisches Getriebe über Kuppelstangen auf zwei Achsen angetrieben. Für die nötige Leistung stehen drei Gänge zur Verfügung. Die Lok hat aktuell eine Wurfhebelbremse. Die Druckluftbremsanlage wurde im Ausbesserungswerk Cottbus 1995 entfernt, da die Wagen der Parkeisenbahn keine Bremseinrichtung hatten. Bis 2019 war die Lok in rot-beige lackiert. Seit der Hauptuntersuchung im Winter 2019/2020 ist sie ausschließlich in rot lackiert, erhielt aber ebenso das für Diesellokomotiven der Parkeisenbahn Cottbus typische „V“ auf der Front.
Eine weitere baugleiche Lokomotive existiert heute nicht mehr, da ein baugleiches Exemplar, das sich in den 1980er-Jahren auf einem Berliner Spielplatz befand, vermutlich verschrottet wurde.

### Lok 199-5, Typ LKM Ns 2f
Diese Feldbahndiesellok vom Typ Ns 2 f wurde 1955 bei LKM (Fabriknummer 248668) in Babelsberg gebaut. Mit der Betriebsnummer 4 war sie bis 1990 auf der fünf Kilometer langen Tonbahn zwischen dem Tontagebau bei Teicha und der Brennerei für hitzebeständige Spezialziegel in Rietschen im Einsatz. Der harte Betrieb in den Tongruben hatte sehr an der Substanz des Fahrzeuges gezehrt, dennoch erwarb die Waldeisenbahn Muskau (WEM) die kleine Lokomotive nach Schließung des Werkes.
Zur Bundesgartenschau 1995 wurde die dieselmechanische Lokomotive vom Förderverein der WEM in Weißwasser, als Zeichen der Verbundenheit beider Vereine, mustergültig wieder hergerichtet und steht seit diesem Zeitpunkt ununterbrochen in Cottbus im Einsatz und hat sich zu einem wichtigen Zugfahrzeug etabliert.
Diese Lokomotive verfügt über einen Außenrahmen und wird mittels Blindwelle und Kuppelstangen auf beide Achsen angetrieben. Für die maximale Geschwindigkeit von 20 km/h sorgen ein Motor eines Famulus-Traktors und ein Getriebe mit drei Gängen.
In den Jahren nach 1995 änderte die Lokomotive öfters ihr Farbkleid. Von grün über dunkelblau, gelb, orange, rot und blau-beige hat sie seit 2014 in einem blauen Anstrich mit dem für Diesellokomotiven der Parkeisenbahn Cottbus typischen „V“ an der Front. 2006 wurden einige Fahrwerkskomponenten getauscht und der Motor wurde in einer Fachwerkstatt bei Königswartha überholt. Bevor die Fahrsaison 2009 eröffnet werden konnte, wurden das Fahrwerk und die Elektrik von Vereinsmitgliedern technisch erneuert und instand gesetzt. Die Achsen mit den zugehörigen Lagern wurden in einer Fachwerkstatt in Brieske bei Senftenberg aufgearbeitet. 2014 wurde das Gehäuse der 05 in die Hauptwerkstatt der Cottbusverkehr GmbH gebracht, dort sandgestrahlt, ausgebessert und neu lackiert. Im gleichen Werkstattaufenthalt wurde der Motor ebenfalls einer Revision unterzogen.

### Lok 199-6, Typ Ns 1
Die Rangierlok 199-6 wurde 1960 bei LKM in Babelsberg gebaut und ist vom Typ Ns 1 b. Sie hat einen 26 PS starken Dieselmotor und wird über eine Kette angetrieben. Mit ihrem leichten Gewicht erreicht sie dennoch 8 km/h.
Die Lok befand sich zunächst beim Braunkohlekraftwerk „Glückauf“ Knappenrode, wechselte dann zur Waldeisenbahn Muskau und 1969 zur Pioniereisenbahn Cottbus.
Aufgrund eines Motorschadens war Lok 199-6 von 1998 bis 2010 nicht in Betrieb. Engagierte Vereinsmitglieder machten es sich 2010 zur Aufgabe, die Lok wieder betriebsfähig herzurichten. Bei Motorentechnik Lischke in Spremberg wurde aufgrund einer großzügigen Spende eines Vereinsmitglieds der Motor aufgearbeitet. Parallel wurden die Achslager überprüft, die Bremsanlage aufgearbeitet, der Anlasser gewechselt und die komplette Elektrik erneuert.

### Triebwagen 299-010 und 299-011
Seit der Bundesgartenschau 1995 sind zwei Triebköpfe und fünf Wagen aus Essen in Cottbus im Einsatz.
Seit 1966 verkehrten sie als Grugabahn im Grugapark Essen. Dort verkehrte ein Triebkopf mit fünf weiteren Wagen als Einrichtungszug auf einem Rundkurs. Beide Triebköpfe bilden mit zwei Mittelwagen den Triebzug für die Parkeisenbahn Cottbus. Die Triebwagen hatten in Essen die Namen „wachsames Hähnchen“ und „fleißiges Lieschen“. Nach der Umstellung der Bahn in Essen auf elektrischen Antrieb konnten zwei Triebköpfe und fünf Mittelwagen an die Parkeisenbahn Cottbus abgegeben werden. Zur Bundesgartenschau 1995 konnte so ein Dreizugverkehr realisiert werden. Zuvor wurden die Fahrzeuge in der LAUBAG-Hauptwerkstatt Schwarze Pumpe und im AW Cottbus einer Modernisierung unterzogen. Dabei wurden neue VW-Motoren eingebaut und die Lackierung in ein hellgrün geändert.
Die Triebköpfe haben ein 5-Gang-Wechselgetriebe und erreichen damit eine Höchstgeschwindigkeit von rund 40 km/h. Der Antrieb erfolgte in den ersten Betriebsjahren auf allen vier Achsen, anschließend war jahrelang nur das erste Drehgestell angetrieben, bis man im Jahr 2021 die Möglichkeit einbaute, zwischen verschiedenen Antriebsmodi zu wählen. Der führende Triebkopf ist generell das arbeitende Fahrzeug, der hintere Triebkopf wird leer mitgeführt. Als einziges Fahrzeug im Fuhrpark der Parkeisenbahn verfügt der Triebzug über eine Druckluftbremse, die nur auf die Bremsanlage der Triebköpfe wirkt und die Mittelwagen ungebremst lässt. Vor allem an den verkehrsschwachen Wochentagen ist der Triebzug eine rationelle Alternative zu einem lokbespannten Zug.
Die Fahrzeuge werden untereinander mit einer Albertkupplung verbunden, was einen Einsatz mit den übrigen Fahrzeugen der Parkeisenbahn ausschließt. Allein die Lok 05 verfügt zusätzlich über das gleiche Kupplungssystem.

### Wagenpark
Im Einsatz, Stand 2021:

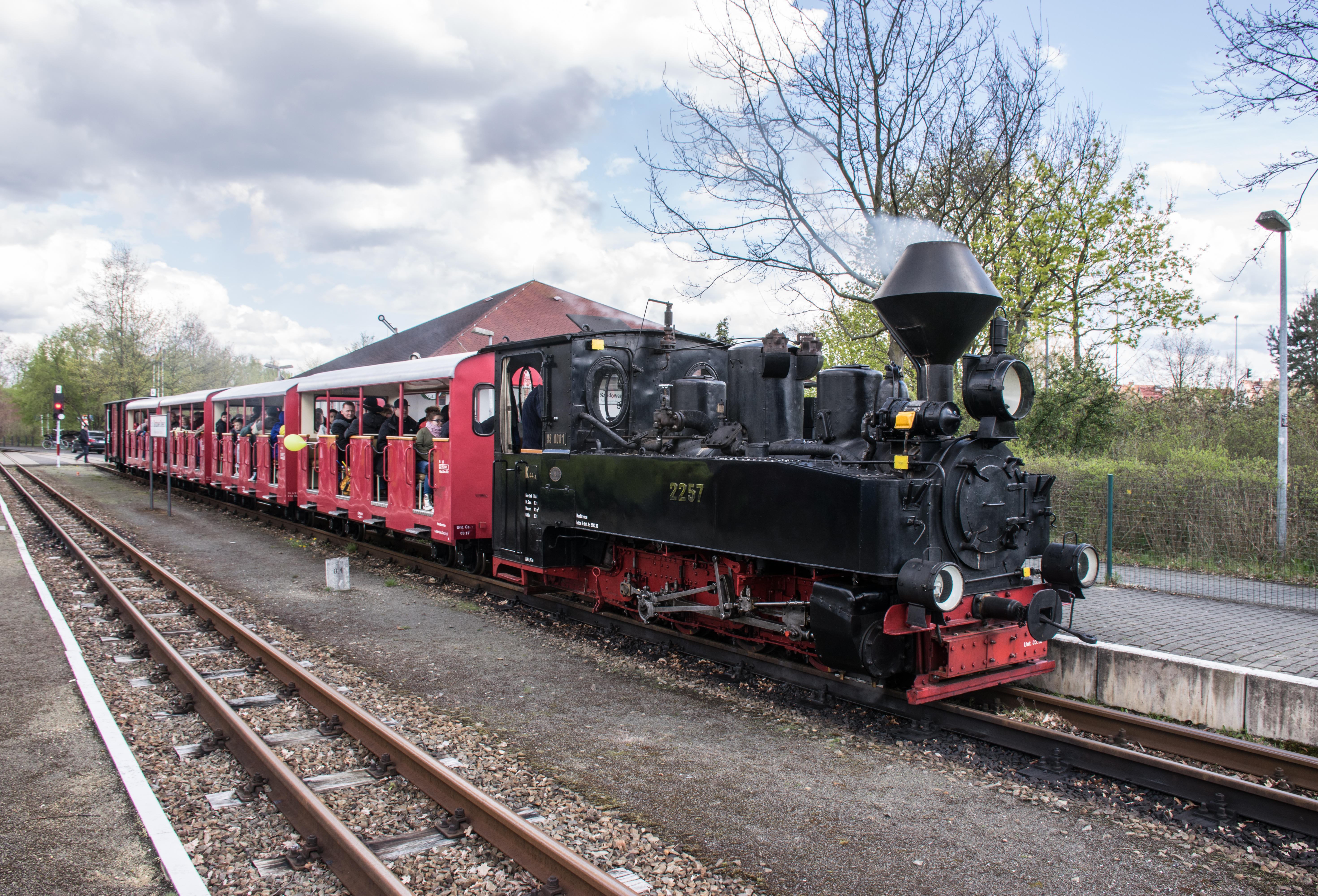
Die Brigadelok mit einem Zug gedeckter Wagen

- fünf offene vierachsige Drehgestellwagen
- fünf gedeckte vierachsige Drehgestellwagen
- fünf gedeckte vierachsige Mittelwagen der TW 299-10 / 299-11
- ein vierachsiger Salonwagen
- ein vierachsiger geschlossener Packwagen
- ein vierachsiger Arbeitswagen
- mehrere zweiachsige Wagen (Loren)

Untergebracht sind die Wagen, wie auch die Lokomotiven, in der großen Lok- und Wagenhalle im Bahnbetriebswerk der Parkeisenbahn Cottbus am Bahnhof Sandower Dreieck. Im Jahr 2022 wurden mehrere, geschlossene Wagen der Wengernalpbahn geliefert, welche aktuell auf dem Betriebshof der Cottbusverkehr GmbH für den Betrieb an Schlechtwetter-Tagen bei der Parkeisenbahn Cottbus umgebaut werden. So werden Elektrik und Heizung verändert, sowie die Spur von 800 auf 600 mm verändert.

## Kinder- und Jugendarbeit
Aktuell befinden sich rund 20–30 aktive Kinder und Jugendliche als Parkeisenbahner bei der Parkeisenbahn Cottbus. Viele der Kinder und Jugendlichen schlagen später tatsächlich eine Karriere bei einem Eisenbahnunternehmen ein. Das Konzept des Einsatzes von Kindern und Jugendlichen auf der Anlage stammt aus den Zeiten der Pioniereisenbahn.
Als aktives Mitglied kann man sich der Ausbildung an den eisenbahntechnischen Anlagen der Parkeisenbahn Cottbus unterziehen. Als sogenannter Parkeisenbahner wird man dann zur Aufsicht, zum Zugschaffner, Zugführer, Schrankenwärter, Weichenwärter. Fahrdienstleiter und Bahnhofsleiter ausgebildet. Wer sich für die Lokomotiven bei der Parkeisenbahn interessiert, erhält die Möglichkeit, zum Dampflokheizer, Dampflokomotivführer oder Diesellokführer (ab 18 Jahren) ausgebildet zu werden.
In der Winterpause zwischen den Fahrsaisons werden theoretische Schulungen zur Fortbildung der Parkeisenbahner durchgeführt. Im Zuge dessen werden auch Exkursionen zu anderen Eisenbahnen oder sonstigen Einrichtungen vorgenommen.
In den Sommermonaten, während der Fahrsaison, findet die praktische Ausbildung statt. Hierbei werden die Parkeisenbahner auf den Bahnhöfen, Stellwerken und Zügen eingesetzt und sichern dort unter fachmännischer Anleitung der anwesenden Bahnhofsleiter den Zugverkehr. Der Einsatz erfolgt dabei in enger Abstimmung mit dem Betreiber der Parkeisenbahn Cottbus, der Cottbusverkehr GmbH.
Um einen sicheren Zugverkehr gewährleisten zu können, werden in den Wintermonaten Schulungen für die verschiedenen Altersgruppen durchgeführt. Jüngere Parkbahner werden dabei in die Grundlagen des Eisenbahnerdaseins eingeführt, Schüler ab dem 15. Lebensjahr bekommen zusätzlich einen tieferen Einblick in die Stellwerkstechnik. Alles Erlernte wird in einer Prüfung abgefragt und während einer realitätsnahen Simulation auf einer Modelleisenbahn zum Ende der Schulung praktisch angewendet.
Mit rund 16 Jahren hat man die Chance, sich mit einem weiteren Gebiet der Eisenbahn auseinanderzusetzen: dem Maschinendienst, spezieller der Dampflok. Bisher wurde nur auf Bahnhöfen oder dem Zug gearbeitet. Man erhält eine Ausbildung zum Heizer und kann nach bestandener praktischer und theoretischer Prüfung aktiv als solcher eingesetzt werden.